# Taula periòdica estesa
La taula periòdica estesa és una taula periòdica que té elements químics més enllà del 7è període, elements hipotètics amb un nombre atòmic superior a 118 (corresponent a l'oganessó) classificats segons les seves configuracions electròniques calculades. Va ser creada per Glenn Theodore Seaborg el 1969.
La primera taula periòdica ampliada va ser teoritzada per Glenn Seaborg el 1969. Es preveia un 8è període que conté 18 elements del bloc g i una nova família d'elements químics anomenada "superactínids". Posteriorment es van publicar altres taules ampliades, distribuint els elements de vegades en 9 períodes, com el proposat el 1971 per Fricke et al. o la proposada el 2011 per Pekka Pyykkö.

## Límit de la taula periòdica
No hi ha res que especifiqui el nombre màxim de protons i electrons que pot contenir un mateix àtom. El límit d’observabilitat pràctica s’estima generalment com a màxim Z = 130, ja que l'existència d’àtoms superpesants xoca amb el límit d’estabilitat dels nuclis. Això situa el final de la taula periòdica poc després d’un dels valors suggerits per a l’última illa d’estabilitat, en aquest cas centrada al voltant de Z = 126.
Richard Feynman va assenyalar el 1948 que una simple interpretació de l'equació de Dirac semi-relativista resulta en la impossibilitat de representar orbitals atòmics quan el nombre atòmic Z és superior a ¹⁄α ≈ 137, on α és la constant de l'estructura fina: aquests àtoms no podrien tenir un orbital d'electrons estable de més de 137 electrons, cosa que impossibilitaria l'existència d'àtoms neutrals elèctrics més enllà de 137 protons; Des de llavors, a vegades, l'element 137 s'anomena "feynmanium".
El model de Bohr també dona una velocitat v 1s superior a la velocitat de la llum c per als electrons de la capa inferior 1s en el cas de Z > 137:
{\displaystyle v_{1\mathrm {s} }=c\alpha Z\approx {\frac {c}{137.036}}Z}.
Un altre estudi, tenint en compte en particular la mida del nucli diferent de zero, mostra, però, que el nombre crític de protons per als quals l'energia de lligadura electró-nucli arriba a ser superior a 2 m 0 c 2, on m 0 representa la massa a la la resta d’un electró o un positró, val Z ≈ 173: en aquest cas, si la subcarcassa 1s no està plena, el camp electroestàtic del nucli hi crea un parell electró-positró, per tant l'emissió d'un positró; Si aquest resultat no descarta completament la possibilitat d’observar algun dia àtoms que contenen més de 173 protons, posa de manifest un factor addicional d’inestabilitat que els afecta.

### Suposicions més enllà del 7è període

#### 8è període
Més enllà dels set períodes estàndard, es preveu un vuitè període per classificar els àtoms (fins ara no observats) que tinguin més de 118 protons. Aquest vuitè període seria el primer a tenir elements del bloc g, caracteritzats en estat fonamental per electrons en un orbital g. No obstant això, donats els límits de la freqüència de les vores de la taula (efectes relativistes sobre àtoms molt grans d’electrons), que esdevé significatiu a partir de l’últim terç del 7 període, la configuració electrònica d’aquests àtoms és poc probable que compleixi les regles observades durant els primers sis períodes. És particularment difícil establir el nombre d'elements continguts en aquest bloc g: Principi d'Aufbau prediu 18, però el Mètode de Hartree-Fok en prediu 22.
La taula periòdica estesa al vuitè període amb 22 elements al bloc g podria tenir, doncs, el següent aspecte:
| 1 | H   |     |   |     |     |     |     |     |     |     |     |     |     |     |     |     |     |     |     |     |     |     |     |     |     |     |     |     |     |     |     |     | He  |
| 2 | Li  | Be  |   |     |     |     |     |     |     |     |     |     |     |     |     |     |     |     |     |     |     |     |     |     |     |     |     | B   | C   | N   | O   | F   | Ne  |
| 3 | Na  | Mg  |   |     |     |     |     |     |     |     |     |     |     |     |     |     |     |     |     |     |     |     |     |     |     |     |     | Al  | Si  | P   | S   | Cl  | Ar  |
| 4 | K   | Ca  |   |     |     |     |     |     |     |     |     |     |     |     |     |     |     | Sc  | Ti  | V   | Cr  | Mn  | Fe  | Co  | Ni  | Cu  | Zn  | Ga  | Ge  | Asp | Se  | Br  | Kr  |
| 5 | Rb  | Sr  |   |     |     |     |     |     |     |     |     |     |     |     |     |     |     | Y   | Zr  | Nb  | Mo  | Tc  | Ru  | Rh  | Pd  | Ag  | Cd  | In  | Sn  | Sb  | Te  | I   | Xe  |
| 6 | Cs  | Ba  |   | La  | Ce  | Pr  | Nd  | Pm  | Sm  | Eu  | Gd  | Tb  | Dy  | Ho  | Er  | Tm  | Yb  | Lu  | Hf  | Ta  | W   | Re  | Os  | Ir  | Pt  | Au  | Hg  | Tl  | Pb  | Bi  | Po  | At  | Rn  |
| 7 | Fr  | Ra  |   | Ac  | Th  | Pa  | U   | Np  | Pu  | Am  | Cm  | Bk  | Cf  | Es  | Fm  | Md  | No  | Lr  | Rf  | Db  | Sg  | Bh  | Hs  | Mt  | Ds  | Rg  | Cn  | Nh  | Fl  | Mc  | Lv  | Ts  | Og  |
| 8 | 119 | 120 | * | 143 | 144 | 145 | 146 | 147 | 148 | 149 | 150 | 151 | 152 | 153 | 154 | 155 | 156 | 157 | 158 | 159 | 160 | 161 | 162 | 163 | 164 | 165 | 166 | 167 | 168 | 169 | 170 | 171 | 172 |
|   |     |     | ↓ |     |     |     |     |     |     |     |     |     |     |     |     |     |     |     |     |     |     |     |     |     |     |     |     |     |     |     |     |     |     |
|   |     |     | * | 121 | 122 | 123 | 124 | 125 | 126 | 127 | 128 | 129 | 130 | 131 | 132 | 133 | 134 | 135 | 136 | 137 | 138 | 139 | 140 | 141 | 142 |     |     |     |     |     |     |     |     |

### 9è període
De vegades s'esmenta un novè període, però, atesa la incertesa real sobre la possibilitat que més futurs observin deu noves característiques del vuitè període, tots els elements d'un nombre atòmic superior a 130 cauen a priori d'extrapolació matemàtica pura. Tinguis en compte que una variant de la taula anterior, proposada per Fricke et al. el 1971 i revisat per Pekka Pyykkö el 2011, distribueix els mateixos 172 elements en 9 períodes, i no en 8, distribuint-los de manera no periòdica: Els elements 139 i 140 estan així col·locats entre els elements 164 i 169 en el bloc p i no en el bloc g, mentre que els elements 165 a 168 estan col·locats en un 9è període en els blocs s i p:
| 1 | H   |     |   |     |     |     |     |     |     |     |     |     |     |     |     |     |     |     |     |     |     |     |     |     |     |     |     |     |     |     |     |     | He  |  |  |  |  |  |  |  |  |  |  |  |  |  |  |  |  |  |  |  |  |  |  |  |  |  |  |
| 2 | Li  | Be  |   |     |     |     |     |     |     |     |     |     |     |     |     |     |     |     |     |     |     |     |     |     |     |     |     | B   | C   | N   | O   | F   | Ne  |  |  |  |  |  |  |  |  |  |  |  |  |  |  |  |  |  |  |  |  |  |  |  |  |  |  |
| 3 | Na  | Mg  |   |     |     |     |     |     |     |     |     |     |     |     |     |     |     |     |     |     |     |     |     |     |     |     |     | Al  | Si  | P   | S   | Cl  | Ar  |  |  |  |  |  |  |  |  |  |  |  |  |  |  |  |  |  |  |  |  |  |  |  |  |  |  |
| 4 | K   | Ca  |   |     |     |     |     |     |     |     |     |     |     |     |     |     |     | Sc  | Ti  | V   | Cr  | Mn  | Fe  | Co  | Ni  | Cu  | Zn  | Ga  | Ge  | Asp | Se  | Br  | Kr  |  |  |  |  |  |  |  |  |  |  |  |  |  |  |  |  |  |  |  |  |  |  |  |  |  |  |
| 5 | Rb  | Sr  |   |     |     |     |     |     |     |     |     |     |     |     |     |     |     | Y   | Zr  | Nb  | Mo  | Tc  | Ru  | Rh  | Pd  | Ag  | Cd  | In  | Sn  | Sb  | Te  | I   | Xe  |  |  |  |  |  |  |  |  |  |  |  |  |  |  |  |  |  |  |  |  |  |  |  |  |  |  |
| 6 | Cs  | Ba  |   | La  | Ce  | Pr  | Nd  | Pm  | Sm  | Eu  | Gd  | Tb  | Dy  | Ho  | Er  | Tm  | Yb  | Lu  | Hf  | Ta  | W   | Re  | Os  | Ir  | Pt  | Au  | Hg  | Tl  | Pb  | Bi  | Po  | At  | Rn  |  |  |  |  |  |  |  |  |  |  |  |  |  |  |  |  |  |  |  |  |  |  |  |  |  |  |
| 7 | Fr  | Ra  |   | Ac  | Th  | Pa  | U   | Np  | Pu  | Am  | Cm  | Bk  | Cf  | Es  | Fm  | Md  | No  | Lr  | Rf  | Db  | Sg  | Bh  | Hs  | Mt  | Ds  | Rg  | Cn  | Nh  | Fl  | Mc  | Lv  | Ts  | Og  |  |  |  |  |  |  |  |  |  |  |  |  |  |  |  |  |  |  |  |  |  |  |  |  |  |  |
| 8 | 119 | 120 | * | 141 | 142 | 143 | 144 | 145 | 146 | 147 | 148 | 149 | 150 | 151 | 152 | 153 | 154 | 155 | 156 | 157 | 158 | 159 | 160 | 161 | 162 | 163 | 164 | 139 | 140 | 169 | 170 | 171 | 172 |  |  |  |  |  |  |  |  |  |  |  |  |  |  |  |  |  |  |  |  |  |  |  |  |  |  |
| 9 | 165 | 166 | ↓ |     |     |     |     |     |     |     |     |     |     |     |     |     |     |     |     |     |     |     |     |     |     |     |     | 167 | 168 |     |     |     |     |  |  |  |  |  |  |  |  |  |  |  |  |  |  |  |  |  |  |  |  |  |  |  |  |  |  |
|   |     |     | * | 121 | 122 | 123 | 124 | 125 | 126 | 127 | 128 | 129 | 130 | 131 | 132 | 133 | 134 | 135 | 136 | 137 | 138 |     |     |     |     |     |     |     |     |     |     |     |     |  |  |  |  |  |  |  |  |  |  |  |  |  |  |  |  |  |  |  |  |  |  |  |  |  |  |